# Chaîne Kaweka
La chaîne Kaweka (Kaweka Range en anglais) est un massif de montagnes situé dans la région de Hawke's Bay, à 55 km au sud-est de la ville de Napier, et à 50 km au nord-ouest du lac Taupo, en Nouvelle-Zélande. Le point culminant, Kaweka, s'élève à une altitude de 1 724 m.
Les rivières Tutaekuri, Mohaka et  Ngaruroro y prennent leur source pour aller se jeter  dans la baie de Hawke.

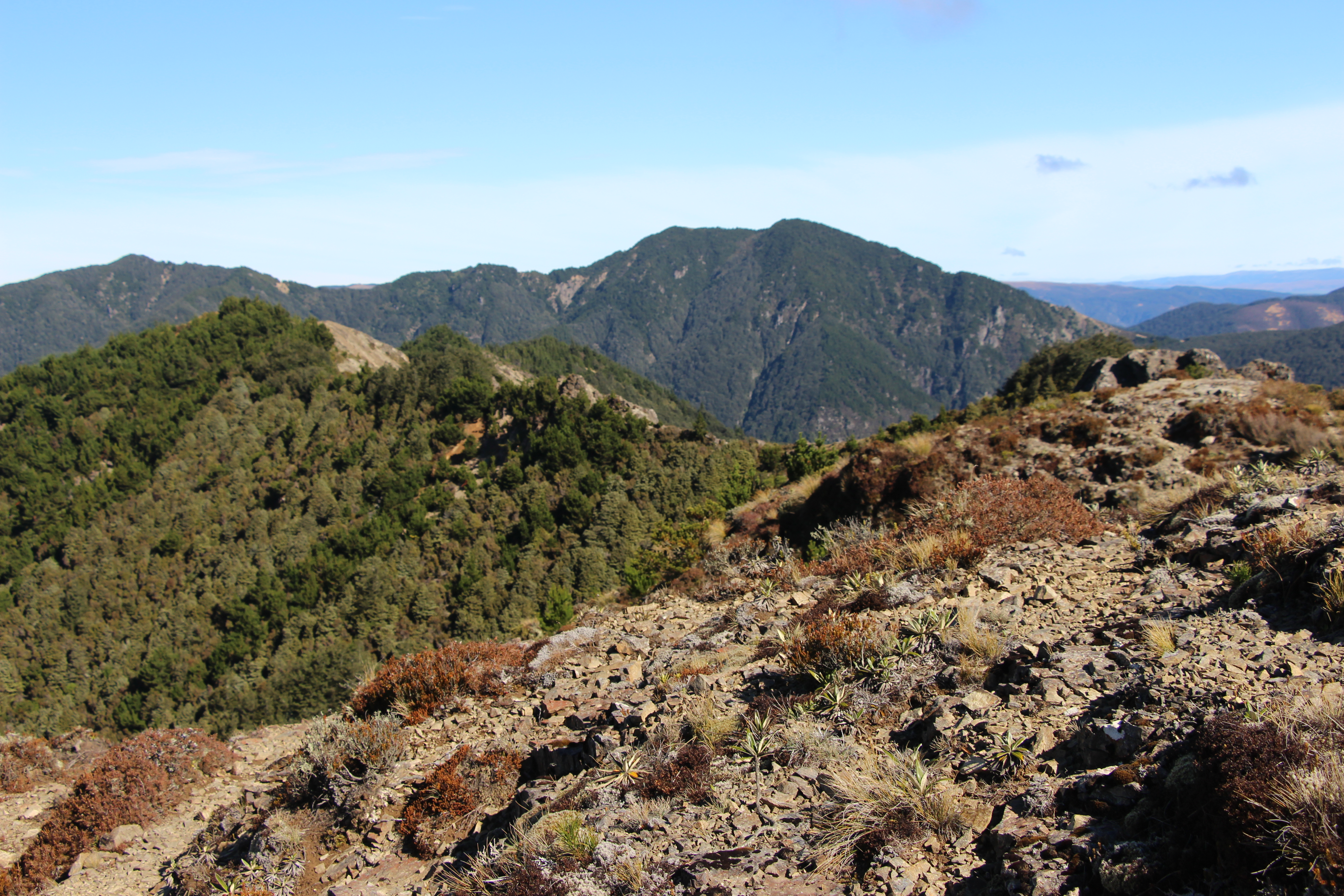
Vue de la chaîne Kaweka.